# Côte rocheuse des Albères
Côte rocheuse des Albères este o arie protejată (sit de importanță comunitară — SCI) din Franța întinsă pe o suprafață de 536 ha, integral pe uscat.

## Localizare
Centrul sitului Côte rocheuse des Albères este situat la coordonatele 42°29′48″N 3°07′48″E / 42.4966°N 3.13°E.

## Înființare
Situl Côte rocheuse des Albères a fost declarat arie specială de conservare în baza directivei 92/43 din 1992 referitoare la conservarea habitatelor naturale și a faunei și florei sălbatice pentru a proteja un număr necunoscut de specii din flora spontană și fauna sălbatică aflate în arealul zonei.

## Biodiversitate
Situată în ecoregiunea mediteraneană, aria protejată conține 10 habitate naturale: Faleze cu vegetație de Limonium spp. endemic de pe coastele mediteraneene, Pante stâncoase silicioase cu vegetație casmofită, Pășuni mediteraneene udate de apa mării (Juncetalia maritimi), Pseudostepă cu ierburi și specii anuale de Thero-Brachypodietea, Pajiști umede mediteraneene cu ierburi înalte de Molinio-Holoschoenion, Păduri de Quercus suber, Phrygana din Mediterana de Vest de pe vârfurile falezelor (Astragalo-Plantaginetum subulatae), Râuri mediteraneene cu debit intermitent, cu specii de Paspalo-Agrostidion, Galerii și tufărișuri riverane sudice (Nerio-Tamaricetea și Securinegion tinctoriae), Iazuri temporare mediteraneene.
La baza desemnării sitului se află un număr nedeclarat de specii protejate.